# يوحنا العاشر
يوحنا العاشر البابا في الفترة من مارس 914 وحتى مايو 928. كان شماسًا في بولونيا عندما جذب انتباه ثيودورا، زوجة ثيوفيلاكت كونت توسكولوم والنبيل الأقوى في روما، والذي صعد من خلال نفوذه ليتربع على كرسي بولونيا ومن ثم إلى أسقفية رافينا.